# Sandra Navidi
Sandra Navidi, née le 1er septembre 1972 à Mönchengladbach (Rhénanie-du-Nord-Westphalie), est une juriste et cheffe d'entreprise allemande, présidente-directrice générale de BeyondGlobal LLC. Elle est également experte financière pour la chaîne n-tv depuis 2009.

## Biographie
Fille d'une mère allemande et d'un père iranien, Navidi naît et grandit à Mönchengladbach. Son père est chef d'une moyenne entreprise.
Navidi étudie le droit à l'université de Cologne, à l'école de droit (en) de l'université Fordham et à l'université Paris V. Elle étudie également l'université de Leyde, l'université de Californie à Berkeley et à l'université de l'Arizona à Tucson. De plus, elle passe le concours allemande d'avocat fiscaliste et financier de la National Association of Securities Dealers (NASD).
Elle commence sa carrière au sein du cabinet d'audit Deloitte Allemagne en tant que directrice du département des marchés de capitaux internationaux. En 2001, elle s'installe à New York, où elle devient conseillère juridique en chef du gestionnaire d'actifs Muzinich & Company. Elle est ensuite banquière d'investissement chez Scardale Equities, puis conseillère auprès de l'économiste et professeur américain Nouriel Roubini.
En 2011, Navidi fonde la société de conseil en stratégie d'entreprise BeyondGlobal LLC à New York. Elle est également associée du cabinet d'avocats international Urban Thier & Federer.
Navidi est avocate agréée dans l'État de New York et en Allemagne.
Par ailleurs, Navidi est ou a été membre de l'Atlantic Council, l'American Council on Germany (de), le Rotary Club de New York et de Human Rights Watch.
Son livre Super-hubs (de) est traduit en allemand, chinois, japonais, coréen, portugais et ukrainien. Il lui vaut d'être invitée à plusieurs festivals littéraires à travers le monde,.

## Présence dans les médias
En 2006, Sandra Navidi joue un rôle principal dans la première saison de la série documentaire Wall Street Warriors (en) diffusée sur MOJO HD (en). En 2018, la chaîne allemande n-tv diffuse sa série de trois reportages intitulée Wie tickt Amerika?. Depuis mai 2019, Navidi rédige un édito économique et financier hebdomadaire pour le journal Bild.

## Publications
- (de) Sandra Navidi et Nouriel Roubini, Super-hubs: The Financial Networks that Rule the World (de), Nicholas Brealey, 2017 (ISBN 978-1-85788-664-1).
- Sandra Navidi, Das Future Proof Mindset : Wie Sie im Zeitalter der Digitalisierung zukunftssicher werden. FinanzBuch Verlag, München 2021

## Récompenses
- 2016 : Bloomberg’s Best Books of the Year[11].
- 2018 : Médaille d'argent des Axiom Business Book Awards[12].
- 2019 : Intermedia-globe Silver dans la catégorie Documentaire des World Media Festivals à Hambourg pour la série de reportages Wie tickt Amerika?[13].